# Astilbe glaberrima
Astilbe glaberrima Nakai  är en ört som ingår i släktet astilbar och familjen stenbräckeväxter. 
Svenskt namn Stenastilbe.

## Underarter
- Astilbe var. saxatilis (Nakai) H.Ohba, (1987), svenskt namn Klippastilbe.[2]

### Habitat
Södra Japan.